# پوپ وانوی لندینگ، آلاسکا
پوپ وانوی لندینگ (به انگلیسی: Pope-Vannoy Landing) شهرکی در بخش لیک اند پنینسولا، آلاسکا ایالت آلاسکا است که جمعیت آن در سرشماری سال ۲۰۰۰ میلادی ۸ نفر بوده‌است.